# Mary Beth Hurt
Pour les articles homonymes, voir Hurt.
Mary Beth Hurt est une actrice américaine, née Mary Beth Supinger à Marshalltown le 26 septembre 1946.

## Biographie
Née Mary Beth Supinger, elle a pour parents Delores Lenore (née Andre) et Forrest Clayton Supinger. Elle étudie l'art dramatique à l'Université de l'Iowa, puis à la Tisch School of the Arts. Elle passe ensuite un an à Londres où elle se produit avec la troupe de théâtre amateur Questers.
Elle entame une carrière d'actrice à New York en 1972 lors du festival annuel Shakespeare in the Park (anciennement New York Shakespeare Festival sous la direction de Joseph Papp). Sa prestation dans Le bonheur des autres (en) (Michael Frayn), Trelawny of the 'Wells' (Arthur Wing Pinero), et les Crimes du cœur lui vaut la nomination aux Tony Awards. Elle est finalement lauréate des Obie Awards pour les Crimes du cœur jouée au Théâtre John Golden sous la direction de Melvin Bernhardt.
En 1978, elle apparait pour la première fois au cinéma dans le drame familial Intérieurs de Woody Allen, aux côtés de Diane Keaton et Kristin Griffith. Elle est nommée pour le prix BAFTA pour ce rôle.

### Vie privée
Sauf indication contraire, les informations mentionnées dans cette section peuvent être confirmées par la base de données cinématographiques IMDb,  présente dans la section « Liens externes ».
Mariée à l'acteur William Hurt de 1971 à 1982, l'actrice est connue du public sous ce nom de famille. En 1982, elle se marie avec le cinéaste Paul Schrader, avec lequel elle a deux enfants. En 2023, elle est admise dans un centre pour personnes atteintes de la maladie d’Alzheimer.

## Filmographie partielle

### Télévision
- 1977 : Secret Service : Caroline Mitford
- 1996 : New York, police judiciaire (saison 6, épisode 17) : Sela Dixon
- 2001 : Un bébé pas comme les autres (No Ordinary Baby / After Amy) : le docteur Amanda Gordon
- 2002 : New York, unité spéciale (saison 3, épisode 20) : Jessica Blaine-Todd
- 2009 : New York, police judiciaire (saison 19, épisode 18) : juge Gillian Berrow

### Cinéma
- 1978 : Intérieurs : Joey
- 1979 : Head Over Heels : Laura
- 1980 : Changement de saisons (A Change of Seasons) de Richard Lang : Kasey Evans
- 1982 : Le Monde selon Garp : Helen Holm
- 1985 : D.A.R.Y.L. : Joyce Richardson
- 1989 : Parents de Bob Balaban : Lily Laemle
- 1991 : Sans aucune défense : Ellie Seldes
- 1993 : Six Degrés de séparation (Six Degrees of Separation) : Kitty
- 1993 : My Boyfriend's Back de Bob Balaban
- 1993 : Le Temps de l'innocence (The Age of Innocence) de Martin Scorsese : Regina Beaufort
- 2002 : Dragon rouge (Red Dragon) : Museum Curator
- 2005 : L'Exorcisme d'Emily Rose (The Exorcism of Emily Rose) : le juge Brewster
- 2006 : La Jeune Fille de l'eau (Lady In the Water) : Mrs. Bell
- 2006 : The Dead Girl : Ruth
- 2007 : The Walker de Paul Schrader
- 2008 : Intraçable (Untraceable) : Stella Marsh